# Nogent-sur-Vernisson
Nogent-sur-Vernisson település Franciaországban, Loiret megyében. Lakosainak száma 2571 fő (2022. január 1.). Nogent-sur-Vernisson Pressigny-les-Pins, Boismorand, Les Choux, Langesse, Montbouy, Ouzouer-des-Champs, Sainte-Geneviève-des-Bois és Varennes-Changy községekkel határos.

## Népesség
A település népességének változása:
| Lakosok száma | 1756 | 2414 | 2357 | 2502 | 2576 | 2551 | 2556 | 2589 | 2575 | 2571 |
|               | 1968 | 1982 | 1990 | 2006 | 2013 | 2015 | 2017 | 2019 | 2020 | 2022 |